# Księża Góra
Die Księża Góra  (deutsch Pfaffenberg) in Karpacz (deutsch Krummhübel) ist ein markanter Aussichtspunkt am Fuß der Schneekoppe (Śnieżka), (tschechisch Sněžka) im Riesengebirgsvorland.

## Geschichte
Im Mittelalter nannten die Bewohner von Steinseiffen und Krummhübel den Berg Spitzenberg.
Im frühen 19. Jahrhundert hieß er nach dem damaligen Besitzer Fingerberg. Im Jahr 1879 wurde auf dem Gipfel eine Gastwirtschaft errichtet. Nach ihr erhielt der Berg den Namen Wilhelmshöhe.
Richard Kaselowsky, damals Abgeordneter in Berlin, ließ 1897 an Stelle der alten Gastwirtschaft ein Gebäude, seine Sommerresidenz, im Schweizer Stil erbauen. Er finanzierte den Bau einer Serpentinenstraße zum Gipfel. Sein Sohn verspielte das Anwesen beim Kartenspiel. Vor der Vertreibung der Deutschen waren Artur und Alice (geb. Koetting) Pergler von Perglas Besitzer. 1999 wurden der Berg und seine Gebäude von der Woiwodschaft Niederschlesien übernommen.
In den Berg führen mehrere Stollen, zudem sollen unterirdische Lagerräume mit Kunstschätzen vorhanden sein, die möglicherweise 1945 eingelagert wurden.
In polnischen Quellen wird behauptet, dass das Anwesen auf dem Pfaffenberg Residenz des Hermann Göring war. Dafür gibt es jedoch keine deutschen Belege. Nachgewiesen ist jedoch, dass Göring mehrfach in dem Anwesen zu Besuch war.
Auf dem Berg wird ein Hotel betrieben.

## Beschreibung
Der Pfaffenberg liegt im Stadtteil Tannigt am Ostufer der Kleinen Lomnitz. Der Berg hat eine porphyrische Struktur. Eine Serpentinenstraße führt zum Gipfel.